# Amt Sankt Peter
Das Amt Sankt Peter war ein Amt im Kreis Eiderstedt in Schleswig-Holstein. Es umfasste die Gemeinden Sankt Peter und Ording.
1889 wurde im Kreis Eiderstedt der Amtsbezirk Sankt Peter gebildet. Zu ihm gehörten die beiden oben genannten Gemeinden. 1948 wurde der Amtsbezirk aufgelöst und die Gemeinden bildeten das Amt Sankt Peter. Zum 1. Januar 1967 wurde das Amt aufgelöst, weil die beiden Gemeinden zur amtsfreien Gemeinde Sankt Peter-Ording fusionierten.